# Hendrik de Trotse
Hendrik X van Beieren de Trotse (ca. 1108 - Quedlinburg, 20 oktober 1139) was hertog van Beieren en Saksen, en markgraaf van Toscane. In 1138 probeerde hij koning van Duitsland te worden en toen dat mislukte moest hij Beieren opgeven.
Hendrik was een zoon van Hendrik de Zwarte, hertog van Beieren, en van Wulfhilde van Saksen. Zijn ouders overleden in 1126. Hendrik moest de erfenis delen met zijn broer Welf omdat zijn broer Koenraad geestelijke was geworden en bovendien al was overleden tijdens een pelgrimstocht - verder had hij alleen zusters. Als oudste werd Hendrik hertog van Beieren (als Hendrik X) en kreeg hij het grootste deel van de erfenis van zijn moeder in Saksen (het familiebezit van de Billungers).
Hendrik de Zwarte had in 1125 de koningsverkiezing van Lotharius van Supplinburg gesteund in ruil voor de belofte dat diens erfdochter Gertrude van Supplingenburg met Hendrik zou trouwen. Dit huwelijk vond plaats op 29 mei 1127 op een symbolische plaats: een oude grafheuvel op het terrein van de historische Slag op het Lechveld (op die plaats werden meer plechtigheden van rijksbelang gehouden). Hertog Koenraad van Franken had ook koning willen worden en werd in 1127 tot tegenkoning gekozen. Hendrik steunde Lotharius in de strijd met Koenraad en zijn broer hertog Frederik II van Zwaben. Tegelijk kwam hij in Beieren in conflict met graaf Frederik van Bogen over de benoeming van de bisschop van Regensburg. Hendrik kon Frederik van Bogen in 1133 verslaan en Lotharius en Koenraad sloten vrede in 1135. De logische volgende stap van Lotharius was een veldtocht naar Italië om daar zijn gezag te versterken. Hendrik nam deel aan deze veldtocht en leidde een campagne in Zuid-Italië. Hendrik bewees daarbij een uitstekende veldheer te zijn. Lotharius benoemde Hendrik tot markgraaf van Toscane (formeel een leen van de paus maar het rijk had gebruiksrecht van het leen) en gaf hem landgoederen uit het vroegere persoonlijke bezit van Mathilde van Toscane. Lotharius benoemde hem ook tot hertog van Saksen.
Lotharius overleed in december 1137. Hij zou Hendrik hebben aangewezen als zijn opvolger, in ieder geval had Hendrik na het overlijden van Lotharius de regalia in zijn bezit. Gertrude erfde bovendien de persoonlijke bezittingen van haar vader. Hendrik was nu zonder twijfel de machtigste en rijkste man in het rijk en had daarmee een uitstekende positie om koning te worden. Maar hij had zijn bijnaam niet zonder reden en hij had weinig vrienden onder de hoge adel. Uiteindelijk werd Koenraad van Franken tot koning gekozen. Hendrik probeerde de regalia te ruilen voor een officiële benoeming tot hertog van Saksen maar Koenraad wilde Hendrik niet zoveel macht gunnen. In juli 1138 werden zijn hertogdommen afgenomen. Beieren werd aan Leopold IV van Oostenrijk gegeven en Saksen aan Albrecht de Beer. Het lukte Hendrik om in 1139 Saksen weer in zijn macht te krijgen. Hij bereidde een aanval op Beieren voor toen hij plotseling overleed in de abdij van Quedlinburg. Hendrik werd naast zijn schoonouders begraven in Königslutter am Elm.
Hendrik en Gertrude kregen één kind: Hendrik de Leeuw.

## Voorouders
| Voorouders van Hendrik de Trotse (1108-1139) | Voorouders van Hendrik de Trotse (1108-1139)                               | Voorouders van Hendrik de Trotse (1108-1139)                               | Voorouders van Hendrik de Trotse (1108-1139)                                | Voorouders van Hendrik de Trotse (1108-1139)                                | Voorouders van Hendrik de Trotse (1108-1139)                             | Voorouders van Hendrik de Trotse (1108-1139)                             | Voorouders van Hendrik de Trotse (1108-1139)                      | Voorouders van Hendrik de Trotse (1108-1139)                      |
| -------------------------------------------- | -------------------------------------------------------------------------- | -------------------------------------------------------------------------- | --------------------------------------------------------------------------- | --------------------------------------------------------------------------- | ------------------------------------------------------------------------ | ------------------------------------------------------------------------ | ----------------------------------------------------------------- | ----------------------------------------------------------------- |
| Overgrootouders                              | Albert Azzo II van Este (997-1096/97) ∞ Cunigonde van Altdorf (~1020-1055) | Albert Azzo II van Este (997-1096/97) ∞ Cunigonde van Altdorf (~1020-1055) | Boudewijn IV van Vlaanderen (980–1035) ∞ Eleonora van Normandië (1005-1035) | Boudewijn IV van Vlaanderen (980–1035) ∞ Eleonora van Normandië (1005-1035) | Ordulf van Saksen (1022-1072) ∞ Wulfhild van Noorwegen (~1019-voor 1070) | Ordulf van Saksen (1022-1072) ∞ Wulfhild van Noorwegen (~1019-voor 1070) | Béla I van Hongarije (1016-1063) ∞ Richezza van Polen (1018-1058) | Béla I van Hongarije (1016-1063) ∞ Richezza van Polen (1018-1058) |
| Grootouders                                  | Welf IV (~1030/40-1101) ∞ Judith van Vlaanderen (1031/35-1094)             | Welf IV (~1030/40-1101) ∞ Judith van Vlaanderen (1031/35-1094)             | Welf IV (~1030/40-1101) ∞ Judith van Vlaanderen (1031/35-1094)              | Welf IV (~1030/40-1101) ∞ Judith van Vlaanderen (1031/35-1094)              | Magnus van Saksen (1045-1106) ∞ Sophia van Hongarije (1044-1095)         | Magnus van Saksen (1045-1106) ∞ Sophia van Hongarije (1044-1095)         | Magnus van Saksen (1045-1106) ∞ Sophia van Hongarije (1044-1095)  | Magnus van Saksen (1045-1106) ∞ Sophia van Hongarije (1044-1095)  |
| Ouders                                       | Hendrik de Zwarte (1075-1126) ∞ Wulfhilde van Saksen (1072-1126)           | Hendrik de Zwarte (1075-1126) ∞ Wulfhilde van Saksen (1072-1126)           | Hendrik de Zwarte (1075-1126) ∞ Wulfhilde van Saksen (1072-1126)            | Hendrik de Zwarte (1075-1126) ∞ Wulfhilde van Saksen (1072-1126)            | Hendrik de Zwarte (1075-1126) ∞ Wulfhilde van Saksen (1072-1126)         | Hendrik de Zwarte (1075-1126) ∞ Wulfhilde van Saksen (1072-1126)         | Hendrik de Zwarte (1075-1126) ∞ Wulfhilde van Saksen (1072-1126)  | Hendrik de Zwarte (1075-1126) ∞ Wulfhilde van Saksen (1072-1126)  |